# Revilo
Revilo (* 31. Oktober 1979 in Köln; bürgerlich Oliver Cremer) ist ein deutscher Rapper.

## Biografie
Im Jahr 1999 rappt Revilo, inspiriert vom US-Eastcoast-Rap, zum ersten Mal seine selbstgeschriebenen Texte. Zudem war er auch als Freestylerapper aktiv. Drei Jahre darauf, im Jahr 2002, gründete er gemeinsam mit dem Produzenten Karlito das Rapduo Headzwerk. Kurz darauf erschien die EP Federkrieger in Zusammenarbeit mit dem Label 7. Stock-Productions. Gleichzeitig sammelte Revilo erste Live-Erfahrungen im Vorprogramm von Künstlern wie Olli Banjo, Curse, Casper, Cronite oder der Firma auf. Trotz diesen Erfolgen trennte sich das Duo. 2005 veröffentlichte der Kölner die EP Brandzeichen. Danach kam Revilo mit dem Produzenten Croup in Kontakt, mit dem eine längere Zusammenarbeit entstand. So war Croup der Hauptproduzent von Revilos Debütalbum Haken und Ösen, welches am 26. Mai 2010 veröffentlicht wurde. Die Juice bewertete das Album positiv. Besonders hervorgehoben wurde die Vielseitigkeit und das Reimschema des Albums.

## Diskografie
- 2002: Federkrieger (EP)
- 2006: Brandzeichen (EP)
- 2010: Haken und Ösen (LP)
- 2012: Unter Strom (Free-Download-Mixtape)